# Roger Parslow
Roger Parslow er en fiktiv tjenestedreng i Philip Pullmans trilogi Det gyldne kompas. 
Roger er en ung køkkendreng og den yngste i Parslow-familien, som også rummer en storebror ved navn Simon Parslow, som meget længe har været ansat som tjenestefolk på "Jordan Kollegiet", samtidig med at han er bedste venner med pigen Lyra under hendes opvækst på kollegiet. Ligesom Lyra, nærer Roger stor glæde for eventyr, selvom han var den lidt usikre og bange, mens Lyra var den modige og ambitiøse. Han og Lyra udforske enhver del af kollegiet, fra tagene, til gulvene, til kældrene og krypterne. Rogers daimon er Salcila, der ofte tager form af en terrier (hunde er vanlige dyr hos tjenestefolk, idet at hunde er, ligesom tjenestefolk, loyale og trofaste). 
Roger bliver kidnappet af "Dicsiplinærkommissionen" ("Snapperne") og bliver taget med til deres forskningscenter på Bolvangar.